# Вишгородський історичний музей
Вишгородський історичний музей — музей, відкритий 1982 року в Вишгороді на Київщині. Найстарший структурний підрозділ Вишгородського державного історико-культурного заповідника. 

## Будинок музею

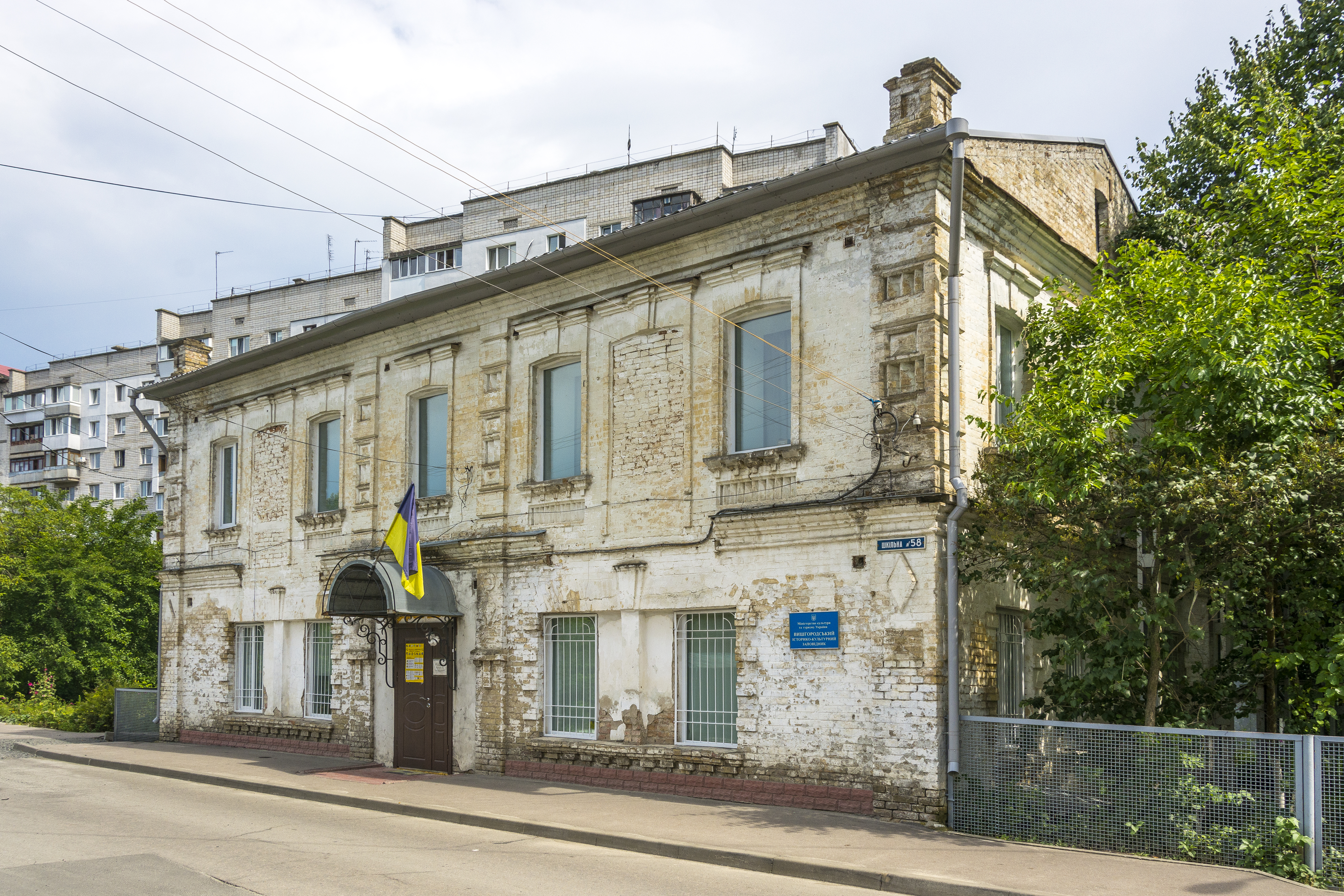
Будинок «Клюкви», липень 2020 року

З 1995 до 2009 року музей розташовувався в Будинку «Клюкви» (вул. Шкільна, 58), який є єдиною цегляною будівлею міста Вишгорода, що має понад 100-літню історію. Житловий будинок було зведено в архітектурному стилі з елементами неоренесансу, що був притаманний здебільшого міській приватній забудові початку ХХ ст. Збудований він у 1905 році Іваном Федоровичем Школьним, управляючим казенними маєтками, колишнім військовим. У 1995 році будинок було передано Вишгородському історико-культурному заповіднику, де знаходиться його адміністрація.
2009 року музей переїхав на перший поверх звичайного житлового будинку за адресою в Вишгороді — вул. Грушевського, 1, недалеко від гончарного центру.

## Експозиція
Музейна експозиція присвячена археологічній спадщині Вишгородського району, починаючи від часів палеоліту. Відвідувачі можуть побачити унікальний макет «Ольжиного граду», почути історію славнозвісного козацького Межигірського монастиря та помилуватися копією ікони Вишгородської Божої Матері. Оригінал її був вивезений із Вишгорода в 12 столітті Андрієм Боголюбським.
Унікальне за своїм складом та різноманіттям історичне та археологічне надбання, яке стараннями багатьох науковців: археологів, істориків, музейників, краєзнавців, збиралося протягом майже ста років, стало основою колекції Вишгородського історико-культурного заповідника, представленої в Історичному музеї. Сьогодні основна частина цієї колекції: пряслице ХІ ст., фрагменти скандинавської фібули першої половини Х ст., кінська бляха — решма ХІ-ХІІІ ст., складний нагрудний хрест — енколпіон Х ст., яйце з оленячого рогу ХІ-ХІІ ст., печатка князя Ізяслава Ярославича ХІ-ХІІ ст., скіфські наконечники стріл І тис. до н. е., настінне панно «Давній Вишгород ХІІ-ХІІІ ст.» виконане заслуженим художником України Генрі Ягодкіним представлені відвідувачам.
Також у музеї часто проходять тематичні виставки, присвячені історичним подіям.